# Cladolella
Cladolella is een geslacht van zeekomkommers uit de familie Phyllophoridae.

## Soorten
- Cladolella virgo Heding & Panning, 1954